# 大曲幸通
大曲幸通（おおまがりさいわいどおり）は、北海道北広島市にある都市計画道路。大曲幸地区の「土地区画整理事業」に合わせて計画され、羊ヶ丘通と国道36号・道央自動車道北広島ICを結ぶアクセス道路として整備した。 　　

## 歴史
- 2007年（平成19年）：第1期工事着工。
- 2009年（平成21年）：第2期工事着工。
- 2010年（平成22年）：全線開通。

## 地理
羊ヶ丘通交点に三井アウトレットパーク 札幌北広島、インターヴィレッジ大曲が立地している。
交差する道路
- 道央自動車道北広島IC・国道36号（月寒通）
- 北海道道1147号大曲工業団地美しが丘線（羊ヶ丘通）